# Handicaplöpningar
Handicaplöpningar är hästkapplöpningar där de olika hästarna springer med vikter relativa till sina respektive handicaptal. Den bästa hästen enligt tidigare prestationer och kapacitet bär mest vikt och vice versa. Anledningen för detta är att jämna ut oddsen så att alla hästar har samma chans att vinna.
Teoretiskt sätt skulle handicaplöpningar innebära att alla hästar korsar mållinjen samtidigt. Men istället handlar loppen i verkligheten om vilken av de tävlande som kan övervinna sitt handikapp, alltså sina vikter bäst. Ofta är det äldre och mindre värdefulla hästar som tävlar i handicaplöpningar, men det finns många undantag och deltagande talanger.
Själva handicaptalet för respektive häst angivs i kilo och är ett tal mellan 40 och 100, där de allra bästa hästarna har högst tal och därmed högst vikter under loppet. Generellt sätt betyder 1 kilo en hästlängd i ett 1600 meters lopp. Alltså springer en häst med handicaptalet 60 i mål exakt en hästlängd före en häst med handicaptalet 59 under ett lopp på 1600 meter. Detta kompenseras med att den första hästen bär exakt 1 kilo mer i vikter under själva handicaploppet.